# Éveline Lot-Falck
Éveline Lot-Falck (* 1918; † 1974) war eine französische Anthropologin, Ethnologin und Religionswissenschaftlerin, deren Spezialgebiet die Religionen, speziell der Schamanismus der Völker Nordeuropas und Nordasiens waren. Ihre Eltern Ferdinand Lot und Myrrha Borodina waren beide Mediävisten. Ihr bekanntestes Werk, Les Rites des Chasse chez les peuples sibériens, behandelt die Jagdriten der sibirischen Völker und zieht dazu die wichtigsten russischen Studien heran.
Sie arbeitete am Musée de l’Homme in Paris. 1963 wurde ein Lehrstuhl für ihr Themengebiet „Religions comparées des peuples arctiques“ an der École pratique des hautes études in Paris geschaffen.

## Hauptwerke
- Eveline Lot-Falck: Les Rites des Chasse chez les peuples sibériens. Paris: Gallimard 1953 (L'Espèce humaine) (Online-Teilansicht)
- Régis Boyer und Eveline Lot-Falck: Les religions de l'Europe du Nord. Eddas - Sagas - Hymnes chamaniques. Paris: Fayard/Denoel 1974 (Review)